# Celldweller
Celldweller er et amerikansk musikprojekt fra Detroit, Michigan, USA, skabt af multiinstrumentalist, producer, sangskriver, performer, programmør og remixer Klayton. Klayton, der er eneste medlem af projektet, forsøger at skabe en hybrid fusion af digitale og organisk musikelements: designede lydbilleder med inspiration fra elektroniske genrer som drum and bass, electro, og dubstep, der væves sammen med aggressiv metal og orkestrale elementer. Celldwellers sange har været anvendt i mange film, trailere, tv-serier og computerspil.

## Musikalsk stil
Celldwellers stil er på en måde som Mushroomhead's, på grund af deres blanding af elektronisk, rock og metal. men Celldweller indeholder også mange andre genrer f.e.k.s Drum N Bass, Eksperimental, Trip hop, Hip hop, House og Trance.

## Diskografi

### Studiealbum
- 2003: Celldweller
- 2008: Soundtrack for the Voices in My Head Vol. 01
- 2009-2012: Wish Upon a Blackstar
- 2010-2012: Soundtrack for the Voices in My Head Vol. 02
- 2014-2015: End of an Empire
- 2013-: Soundtrack for the Voices in My Head Vol. 03
- 2017: Offworld
- 2021: Satellites

## Fodnoter
1. ↑  "Placements - Position Music". Arkiveret fra originalen 13. maj 2015. Hentet 18. maj 2014.
2. ↑  "Placements - Celldweller.com". Arkiveret fra originalen 28. september 2013. Hentet 18. maj 2014.